# わたべ和美
わたべ 和美（わたべ かずみ、1941年 - ）は、日本のエッグアート作家。株式会社カリフォルニア・ファンシーエッグ代表取締役。長男はJ-WAVEパーソナリティーのRYU。

## 主な出版
- ファンシーエッグアート II 図録　夢見るたまごたち
- ファンシーエッグアート3　Egg White
- ナナのたまご